# ペポーゾ

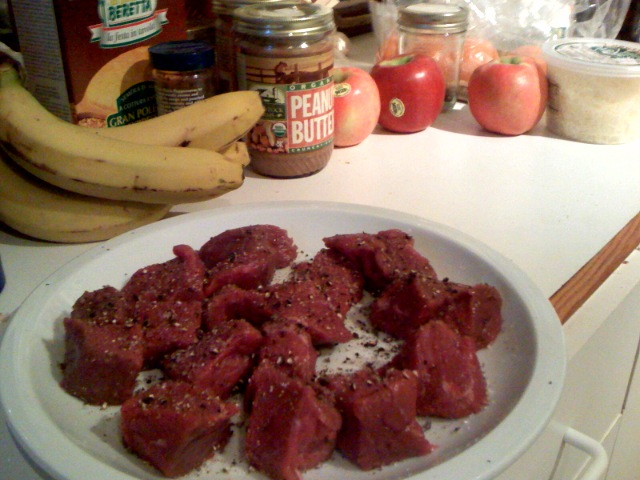
ペポーゾの例

ペポーゾ（イタリア語: peposo）、ペポーゾ・アル・インプルネティーナ（イタリア語: peposo all'imprunetina）、ペポーゾ・アッラ・フォルナチーナ（イタリア語: peposo alla fornacina）はイタリア・トスカーナの伝統的料理の1つ。牛肉の黒胡椒赤ワイン煮。
「ペポーゾ」は「ペッパー（胡椒）」の意である。「アル・インプルネティーナ」は「インプルネータ風」の意。「アッラ・フォルナチーナ」は後述。
ルネッサンス期以前には誕生していたと言われる。テラコッタの産地としても知られるインプルネータのご当地料理であり、牛肉、赤ワイン、胡椒を土鍋で煮込んでいたものが原型とされる。レンガを焼く窯の隅に食材と赤ワインを入れた鍋を置いておき、長時間加熱した料理である。「アッラ・フォルナチーナ」＝溶鉱炉風・窯職人風の名称はここから採られている。
建築家フィリッポ・ブルネレスキがサンタ・マリア・デル・フィオーレ大聖堂のクーポラ、ドゥオーモを建設した際に、建設に用いるレンガを製造する職人たちやクーポラ、ドゥオーモの建設工事人達とともに食べていた料理として知られる。ヒレ、ロースなどの高価な部位ではなく、安価な硬い肉をおいしく食べるために工夫された料理である。
ペポーゾは濃厚な味つけであり、少量のペポーゾを大量のパンと共に食することで職人達の空腹を満したと言われる。